# Stolpesko
Stolpesko, søjlesko eller stolpebærer er et bygningselement beregnet til hæve en stolpe fra grunden.
Stolpeskoen er sædvanligvis beregnet til at blive nedstøbt i beton.
Stolpesko kan findes som L-profil og U-profil og er som regel varmforzinket.